# Stefan Nystrand
Stefan Ernst Nystrand (Haninge, 20 ottobre 1981) è un ex nuotatore svedese.
È uno specialista della velocità, come testimoniano le 6 medaglie mondiali individuali e le numerose medaglie europee vinte in carriera sui 50 e 100 metri (stile libero, con una fortunata escursione nella rana).

## Carriera
Nato come grande interprete della vasca corta e dei 50, Nystrand ha progressivamente allungato il suo raggio d'azione fino ai 100, ed è costantemente cresciuto anche in vasca da 50 metri.
Strepitoso il suo 2007, consacrato dal bronzo mondiale di Melbourne (nei 50) e soprattutto dal 47"91 (seconda prestazione mondiale di sempre) nuotato nei 100 libero all'Open di Francia, in una gara perfetta nella quale ha fatto tremare il record mondiale di Pieter van den Hoogenband.
Memorabili i suoi duelli nei 100 libero con Filippo Magnini in terra europea, che hanno però sempre sorriso al campione pesarese, che lo ha battuto due volte nel 2006 nella massima rassegna continentale: a Budapest in vasca lunga e a Helsinki in vasca corta.
Ha partecipato anche ai Giochi olimpici di Sydney 2000 e Atene 2004, cogliendo in quest'ultima un quarto posto nei 50 m sl.
Nuovo primatista del mondo di vasca corta nei 100 metri stile libero con il tempo di 45"83 (22.09 - 23.74) battendo il precedente primato del mondo (46"25) detenuto ex aequo da Ian Crocker e Roland Schoeman; detentore anche del record mondiale sui 50 stile libero con 20"93

## Palmarès
- Mondiali

Melbourne 2007: bronzo nei 50m sl.
- Mondiali in vasca corta

Atene 2000: oro nella 4x100m sl, argento nei 100m sl e bronzo nei 50m sl.
Mosca 2002: argento nella 4x100m sl.
Indianapolis 2004: argento nei 50m sl e bronzo nei 50m rana.
Shanghai 2006: argento nella 4x100m sl e bronzo nei 100m misti.
Manchester 2008: bronzo nella 4x100m sl.
- Europei

Helsinki 2000: argento nella 4x100m misti.
Berlino 2002: argento nella 4x100m sl.
Madrid 2004: argento nei 50m sl.
Budapest 2006: argento nei 100m sl.
Eindhoven 2008: oro nella 4x100m sl, argento nei 100m sl, bronzo nei 50m sl e nella 4x100m misti.
Budapest 2010: argento nei 50m sl e bronzo nella 4x100m sl.
Debrecen 2012: argento nei 50m sl.
- Europei in vasca corta

Lisbona 1999: oro nella 4x50m sl e nella 4x50m misti.
Valencia 2000: oro nei 50m sl, nei 100m sl e nella 4x50m sl.
Anversa 2001: oro nei 50m sl e nei 100m sl, bronzo nella 4x50m sl e nella 4x50m misti.
Riesa 2002: oro nei 50m sl.
Dublino 2003: argento nella 4x50m misti.
Helsinki 2006: oro nella 4x50m sl e argento nei 100m sl.
Debrecen 2007: oro nei 50m sl e nella 4x50m sl e argento nei 100m sl.